# Musaranya àrtica
La musaranya àrtica (Sorex arcticus) és una espècie de mamífer de la família de les musaranyes que es troba al Canadà i al nord dels Estats Units.